# Ipomoea robusta
Ipomoea robusta är en vindeväxtart som beskrevs av Ignatz Urban. Ipomoea robusta ingår i släktet praktvindor, och familjen vindeväxter. Inga underarter finns listade i Catalogue of Life.